# 1560 в Україні

## Події
- Козаки Дмитра Вишневецького в морському поході, бої з турецьким флотом за Азов, Тамань, Кафу і Очаків.
- Богуш Корецький — староста Брацлавський і Вінницький та Луцький.

## Особи

### Народились
- Йов (Борецький) (1560—1631) — церковний, політичний і освітній діяч, митрополит Київський, Галицький і всієї Руси (1620—1631), педагог, ректор Львівської братської школи, перший ректор Київської братської школи, полеміст, святий, письменник.
- Павел Волуцький (1560—1622) — польський шляхтич, королівський придворний, римо-католицький релігійний діяч; латинський єпископ Кам'янця-Подільського та Луцька.
- Януш Янушович Заславський (1560—1629) — князь, військовий, державний, політичний діяч Речі Посполитої, меценат у Заславі.
- Катерина Острозька — польсько-литовська шляхтянка, дружина польного гетьмана литовського Христофора Радзивілла.
- Северин Наливайко (1560 ? — 1597) — український військовий діяч, козацький ватажок. Один з керівників повстання 1594—1596 років у Речі Посполитій.
- Юрій Чорторийський — князь Клеванський, урядник, луцький староста.

### Померли
- Фелікс Ліґенза (1500—1560) — польський шляхтич, римо-католицький релігійний діяч. Львівський латинський архієпископ.

## Засновані, зведені
- Перша письмова згадка в документах про Южинець (Кіцманський район)[1].
- Бесідка
- Долиняни (Мурованокуриловецький район)
- Запілля (Чорнобильський район)
- Красятичі
- Лука-Мелешківська
- Росава (село)